# قاشق

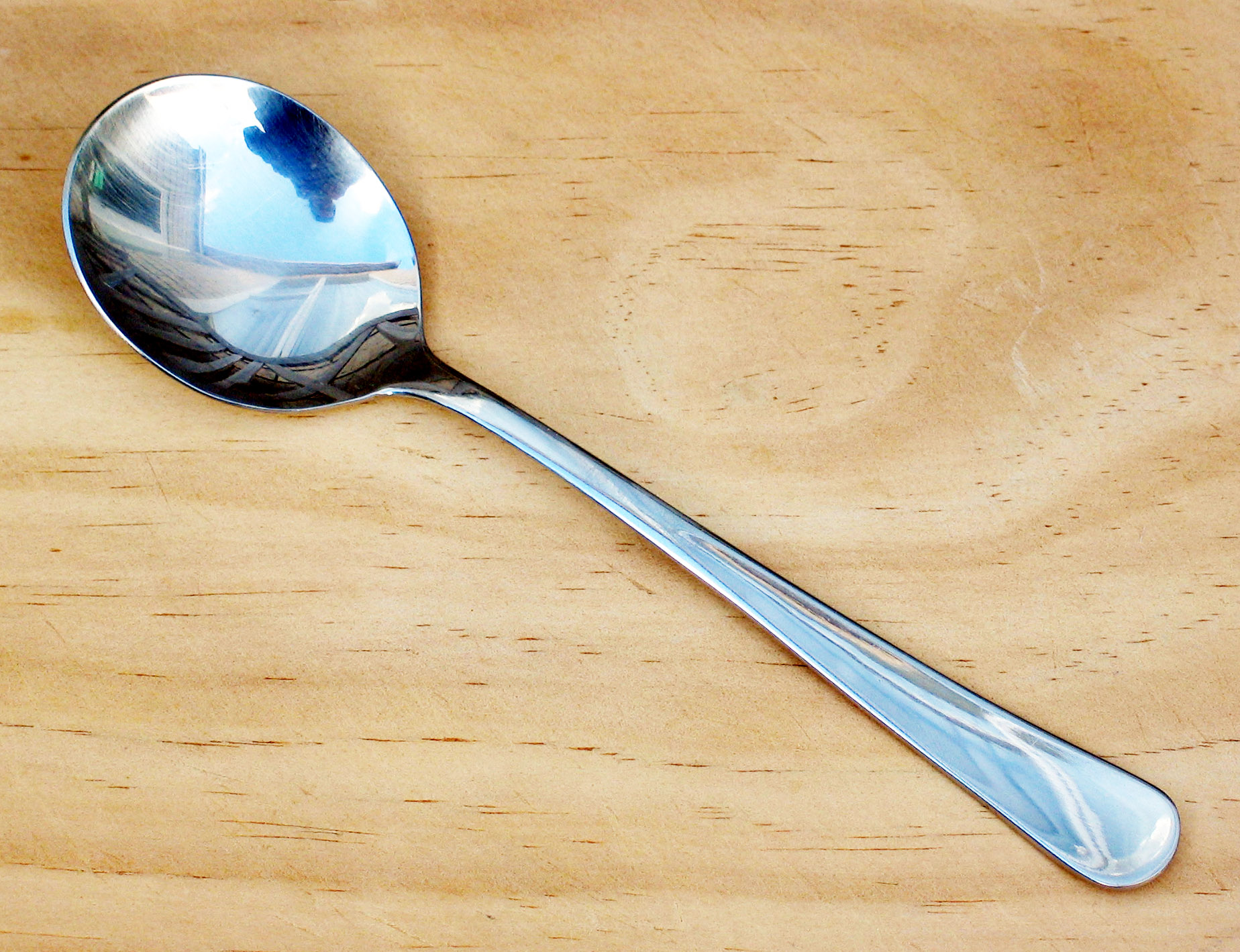
یک قاشق خورش‌خوری

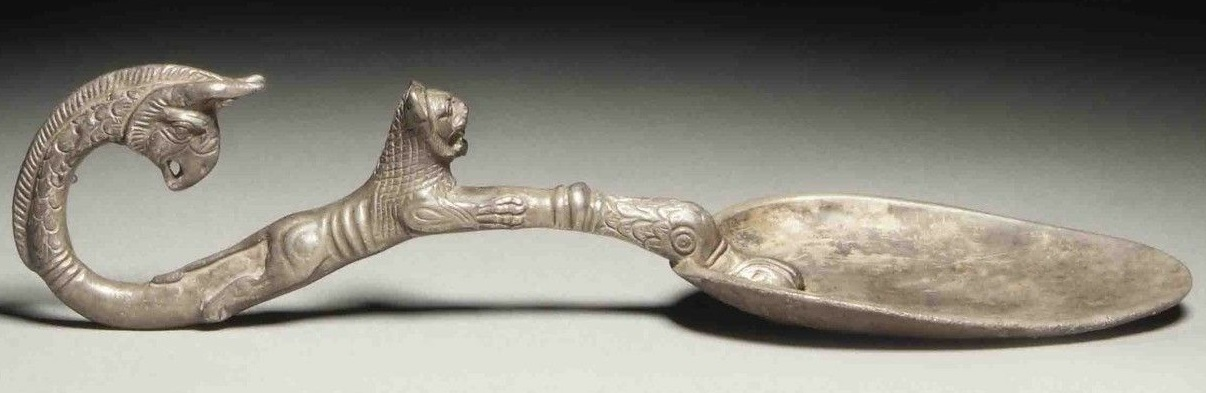
قاشق هخامنشی ساخت سده ۴ پیش از میلاد

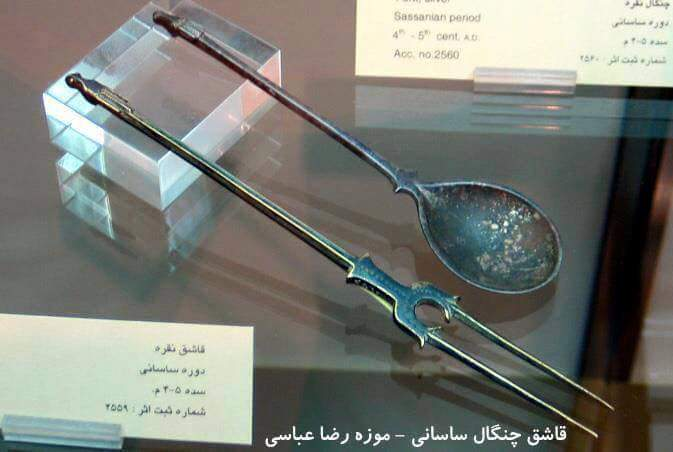
قاشق و چنگال سده ۴ و ۵ میلادی دوره ساسانی موزه رضا عباسی

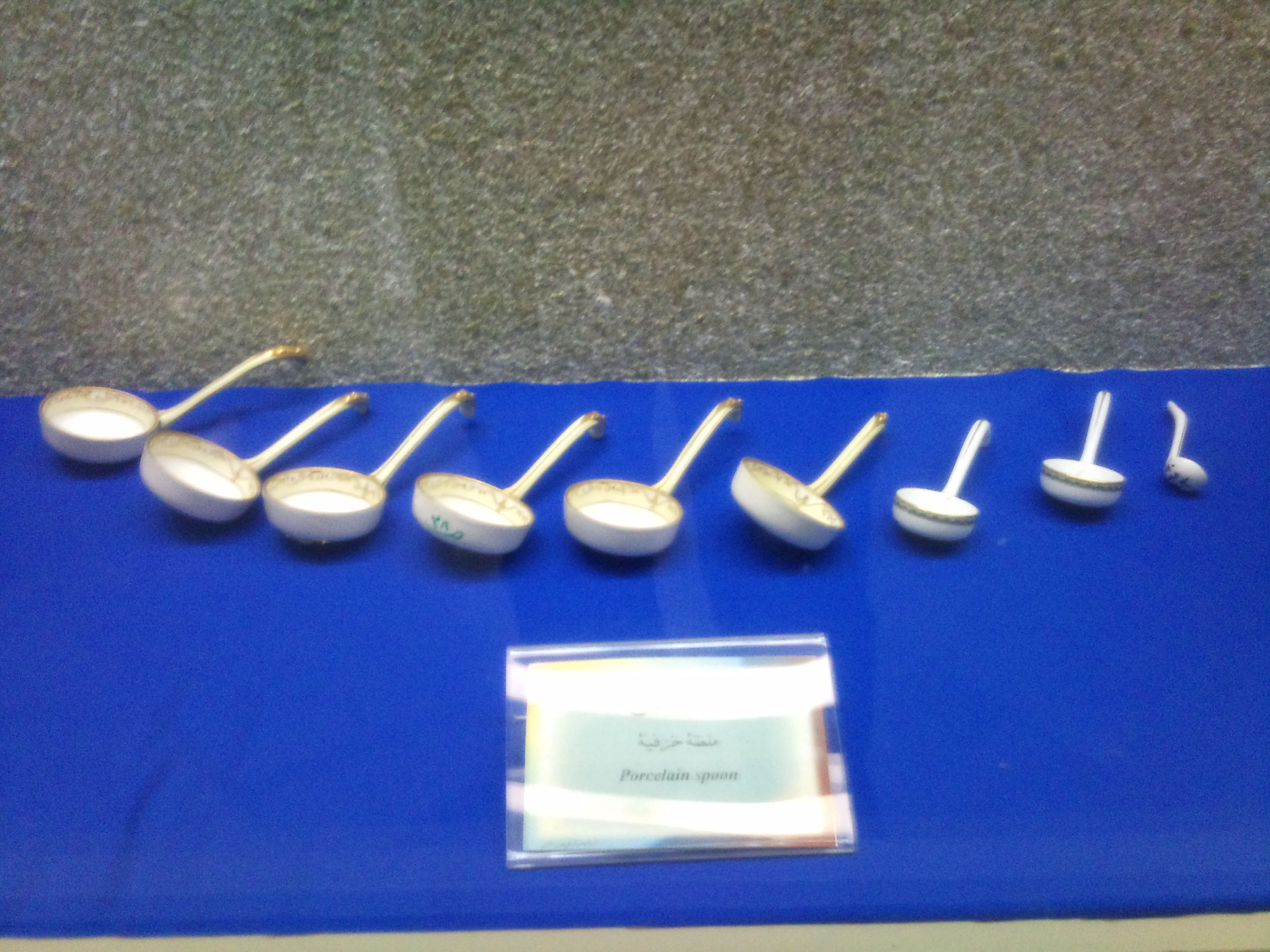
انواع قاشق چینی - موزه‌ای در مشهد

قاشُق ابزار کوچک فلزی یا چوبی دسته‌داری است  برای خوردن، پختن یا سرو غذا استفاده می‌شود.
معمولاً برای خوردن غذاهای مایع، نیمه‌مایع، یا دانه‌دانه (مانند برنج) که خوردن آن‌ها با چنگال دشوار است از قاشق استفاده می‌کنند.
از قاشق  در آشپزی و برای افزودن مواد یا پیمانه کردن آن‌ها استفاده می‌شود.

## ریشه واژه
قاشق . [ ش ُ ] (ترکی ، اِ) گمان میرود از لفظ قاشمق به معنی خاریدن ، خراشیدن و تراشیدن گرفته شده است . ظرف کوچک فلزی یا چوبی که دنباله دارد و در نقل مکان غذا و خوردن آن استعمال میشود.
واژه ( قاشق ) برگرفته از واژه ( کَفچَک/کَفچَگ ) بوده است که در این واژه زدایشِ آواییِ ( ف ) رُخ داده است و به دیسه یِ ( کَچَک ) در آمده و سپس با دگرگونیِ آواییِ ( ک/ق ) به ( قاشق ) دگرریخته شده است. این واژه ساخته شده از واژه ( کَفچ ) به همراه پسوندِ ( اک/اَگ ) بوده است.
( زدایش آواییِ ( ف ) در واژگانی همچون ( کئوفَ/کوه ) ، تروفش/تُرُش یا تُرش ) ، ( کوفتَک /کُتَک ) و. . . دیده می شود.
کارواژه یِ همبسته به آن ( کَفتَن/کَف ) می باشد.
( در اینکه خاستگاه این واژه، ایرانی است، تردیدی نیست ولی به هر روی باید این واژه به گونه یِ نخستِ آن یعنی ( کفچَک/کَفچَگ ) واگوییده شود تا پیوستگیِ واژگان ( به‌ویژه با واژگانی همچون کَفیدن/کَف ) پابرجا بماند.
چنانکه در رویه هایِ 48 ، 134 و 175 از نبیگِ ( فرهنگنامه کوچک پهلوی ) نوشته یِ ( دیوید مک کنزی ) آمده است

## انواع قاشق
- قاشق غذاخوری
- قاشق چای‌خوری
- قاشق سوپخوری
- قاشق دسرخوری
- ملاقه